# Celebrando a Vitória
Celebrando a Vitória é o terceiro álbum ao vivo do Koinonya, lançado em 1997.
Com produção musical de Willen Soares, foi gravado ao vivo na Comunidade Evangélica Sara Nossa Terra, localizada na cidade de Brasília. A obra traz Márcio Pereira como o principal vocalista na maioria das músicas. Como backings, participam o líder Bené Gomes, Ludmila Ferber, Geraldo Alcântara, Nalma Daier e Silvério Peres.
Uma versão em vídeo foi gravada para o álbum meses depois e lançada em VHS. O título também é Celebrando a Vitória e foi gravado em abril de 1997 na Sala Villa Lobos do Teatro Nacional de Brasília. A lista de faixas, neste formato, também se diferencia da gravação em CD. As sete primeiras faixas do álbum são inéditas. Em seguida, a banda regrava alguns de seus maiores sucessos, na comemoração de dez anos de carreira.

## Faixas
1. "Graças a Deus"
2. "Cantai ao Senhor
3. "Tua Senhor é a Glória"
4. "Louvai ao Senhor"
5. "Dá-me Oh! Deus"
6. "Para Adorar"
7. "Sim Eu Creio"
8. "Mais Forte que a Morte"
9. "A Minh’alma Engrandece ao Senhor"
10. "O Senhor Prevaleceu"
11. "Nome Poderoso"
12. "Em Tuas Fontes"
13. "Creio em Deus"